# Haizigou (sockenhuvudort i Kina, Qinghai Sheng, lat 36,71, long 101,64)
Haizigou (kinesiska: 海子沟, 海子沟乡) är en sockenhuvudort i Kina. Den ligger i provinsen Qinghai, i den nordvästra delen av landet, omkring 14 kilometer nordväst om provinshuvudstaden Xining. Antalet invånare är 13 189. Befolkningen består av 6 309 kvinnor och 6 880 män. Barn under 15 år utgör 21,0 %, vuxna 15-64 år 71 %, och äldre över 65 år 7,0 %.
Runt Haizigou är det ganska tätbefolkat, med 207 invånare per kvadratkilometer. Närmaste större samhälle är Xining, 13,9 km sydost om Haizigou. Runt Haizigou är det i huvudsak tätbebyggt.
Genomsnittlig årsnederbörd är 518 millimeter. Den regnigaste månaden är juli, med i genomsnitt 138 mm nederbörd, och den torraste är januari, med 2 mm nederbörd.